# 西巻茅子
西巻 茅子（にしまき かやこ、1939年〈昭和14年〉4月27日 - ）は、日本の絵本作家・画家・イラストレーター。代表作は『わたしのワンピース』『ちいさなきいろいかさ』など。

## 経歴
1939年、東京都に生まれる。洋画家の山口猛彦を父とし、母フミとの間に次女として生まれた。
1945年9月、千葉県山武郡に転居、1946年4月に千葉で小学校に入学したが、6月には東京に戻った。1955年、東京都立駒場高等学校に入学した。
1964年、東京芸術大学美術学部工芸科を卒業し、世田谷区に子どもに絵を教える『子どものアトリエ』を開いた。
大学卒業後、銀座の版画工房でリトグラフを学び、アルバイトをしながらリトグラフの作品を作っていた。
日本版画協会展に出品し、1966年に新人賞を、1967年に奨励賞を受賞した。
1967年、油野誠一の紹介でこぐま社から絵本を出すことになった。こぐま社は「ロンパールームのほん」というリトグラフを原画に使用した絵本のシリーズを出版していた。西巻の初めての絵本『ボタンのくに』（1967、文：なかむらしげお）もこのシリーズのうちの１冊として誕生した。
以降、絵本の創作活動を続け、リトグラフのほかにも刺繍やグワッシュを画材として使用した絵本を制作している。
1969年12月、3冊目の絵本として制作された『わたしのワンピース』（こぐま社、全国書誌番号:45007049）は当初大人からあまり支持されなかったというが、出版から50年以上経った現在は187万刷を重ねるロングセラー絵本となっている。この『わたしのワンピース』で西巻は文章に頼らず「おはなしを絵で語る」という新しいスタイルの絵本創作を始めた。
1978年、『ふんふんなんだかいいにおい』が 青少年読書感想文全国コンクールの小学校低学年対象の課題図書に選ばれた。
『ちいさなきいろいかさ』で第18回サンケイ児童出版文化賞を、『えのすきなねこさん』で第18回講談社出版文化賞絵本賞を受賞した。
1994年から鎌倉市在住。
2017年、デビュー50周年を迎えた。同年、これまでの創作活動を振り返ったエッセイ『子どものアトリエ 絵本づくりを支えたもの』（こぐま社，2017）を出版した。

## 作風
西巻は自著『子どものアトリエ』の中で、画家だった父・山口猛彦から「絵は毎日描くもの」「上手に描こうと思ってはいけない」という姿勢を自然に学んだと回顧している。初めての絵本『ボタンのくに』を出した頃は「ドローイングで半抽象、半具象みたいな絵を描いていた」とインタビューでも語っている。資料を見たり、写生をして描く写実的な絵ではなく、見ないで描ける絵を描くと決めていたという。また、１冊ごとに何か面白いアイデアを試したいとも語っている。
西巻が絵を描くのに選ぶ画材は多岐に渡り、『まこちゃんのおたんじょうび』『わたしのワンピース』『きんぎょのトトとそらのくも』『はるかぜさんといっしょに』『ふんふんなんだかいいにおい』などはリトグラフ、『こわがりのみみ』は油彩と鉛筆、『はけたよはけたよ』『ちいさなきいろいかさ』などはクレヨンとアクリルカラー、『もじゃもじゃあたまのナナちゃん』はパステル、『うみのおさんぽ』はマーカーペンにアクリルカラー、折り紙、『あいうえおはよう』などは刺繍とアップリケ、『えのすきなねこさん』はグワッシュで描かれている。

## 受賞
リトグラフでは1966年、日本版画協会展で新人賞受賞。1967年、日本版画協会展で奨励賞を受賞。
絵本では『ちいさなきいろいかさ』でサンケイ児童出版文化賞、『えのすきなねこさん』で講談社出版文化賞絵本賞を受賞した。

## 作品一覧
西巻は2017年までにオリジナル作品を描く、あるいは挿絵を提供するなどで以下の作品を作っている。

### オリジナル
- 『まこちゃんのおたんじょうび』（こぐま社　1968年）[23]
- 『わたしのワンピース』（こぐま社　1969年）[23]
- 『きんぎょのトトとそらのくも』（こぐま社　1970年）[23]
- 『はるかぜさんといっしょに』（こぐま社　1975年）[23]
- 『ふんふん なんだかいいにおい』（こぐま社　1977年）[23]
- 『もしもぼくのせいがのびたら』（こぐま社　1980年）[23]
- 『あっちゃんととらんぽりん』（童心社　1980年）[23]
- 『あっちゃんとちょうちょ』（童心社　1980年）[23]
- 『あっちゃんとエビフライ』（童心社　1980年）[23]
- 『えのすきなねこさん』（童心社　1986年）[23][2]
- 『ちいさな星の子と山ねこ』（こぐま社　1987年）[24]
- 『サンタクロースのくるひ』（福音館書店 1990年）[24]
- 『ゴロゴロ ドンドン パラパラパラ』（こぐま社　1991年）[24]
- 『ぴょんのたのしいいちにち』（BL出版　1992年）[24]
- 『だっこして』（こぐま社　1995年）[24]
- 『なかよし だあれ』（こぐま社　1995年）[24]
- 『ないてるこ だあれ』（こぐま社　1995年）[24]
- 『こんにちは さようなら』（こぐま社　1995年）[24]
- 『おおきなねこのクロとちいさなねこのシロ』（偕成社　2000年）[24]
- 『うみのおさんぽ』（こどものとも年少版292号　福音館書店　2001年）[24]
- 『あいうえおはよう』（こぐま社　2003年）[24]
- 『ぼくたち1ばんすきなもの』（こぐま社　2003年）[24]
- 『おさんぽさんぽ』（こどものとも年少版325号　福音館書店　2004年）[24]
- 『のらさんと5ひきのこねこたち』（こぐま社　2007年）[25]
- 改訂新版『もしもぼくのせいがのびたら』（こぐま社　2010年）[25]

### 挿絵提供

#### 絵本
- 『ボタンのくに』（中村成夫・作　こぐま社　1967年）[23][2]
- 『ちいさな きいろい かさ』（森比左志・シナリオ　金の星社　1971年）[23][2]
- 『はけたよ はけたよ』（神沢利子・文　偕成社　1971年）[23]
- 『ふうちゃんのおたんじょうび』（松谷みよ子・作　講談社　1971年）[23]
- 『ちょうちょう ひらひら』（まど・みちお・文　フレーベル館　1972年）[23]
- 『ミュウのいるいえ』（あまんきみこ・作　フレーベル館　1972年）[23]
- 『わたしやってあげる』（清水えみ子・著　童心社 1973年）
- 『ゆっくりくまさん』（森比左志・作　こどものとも222号　福音館書店　1974年）[23]
- 『ままはもうおこっていない』（長崎源之助・文　偕成社　1975年）[23]
- 『おはようきいろちゃん』（はじめての本刊行会・編　あい書房　1976年）[23]
- 『ままはあわてんぼ』 （長崎源之助・文　偕成社　1976年）[23]
- 『どんぐり林のジロにいちゃん』（間所ひさこ・作　理論社　1976年）[23]
- 『まま、そりにのる』（長崎源之助・文　偕成社　1976年）[23]
- 『みすいろのながぐつ』（もりひさし・作　金の星社　1977年）[23]
- 『ままはいつでもいそがしい』（長崎源之助・文　偕成社　1978年）[23]
- 『かえりみち』（あまんきみこ・作　あい書房　1979年）[23]
- 『おひるねじかんにまたどうぞ』（武鹿悦子・文　小峰書店　1980年）[23]
- 『ままのゆきだるま』（長崎源之助・文　偕成社　1981年）[23]
- 『みほちゃんとわごわごわー』（武鹿悦子・文　小峰書店　1982年）[23]
- 『ままははなよめさん』（長崎源之助・文　偕成社　1982年）[23]
- 『は は はるだよ』（与田準一・詩　金の星社　1982年）[23]
- 『おもいついたらそのときに！』（西内ミナミ・作　こぐま社　1983年）[24]
- 『けいこちゃん』（あまんきみこ・作　こどものとも326号　福音館書店　1983年）[23]
- 『かなちゃんゆーらりゆーらりこ』（神沢利子・文　偕成社　1984年）[24]
- 『まいにちいっしょ』（宮坂聆子・詩　こどものせかい第37巻2号　至光社　1984年）[24]
- 『もじゃもじゃあたまのナナちゃん』（神沢利子・文　偕成社　1985年）[24]
- 『とんでみたら』（宮坂聆子・詩　こどものせかい第38巻9号　至光社　1986年）[24]
- 『たつくんのたんじょうび』（松野正子・作　こどものとも年中向き7号　福音館書店 1986年）[24]
- 『さるとかに』（紙芝居）（松谷みよ子・文　童心社　1986年）[24]
- 『たつくんのおみせばん』（松野正子・作　福音館書店 1987年）[24]
- 『ねこふんじゃった：ピアノで遊ぶ絵本』（永田永一・編　リブロポート　1987年）[24]
- 『ようちえんにいったともちゃんとこくまくん』（あまんきみこ・作　福音館書店　1988年）[24]
- 『おかたづけなんかしたくない！』（マリア=ラトーナ・原案　講談社　1988年）[24]
- 『おやすみなさい またあした』（神沢利子・詩　のら書店　1988年）[24][2]
- 『おおかみと七ひきの子やぎ』（池田香代子・文　講談社　1989年）[24]
- 『おっこちゃんとタンタンうさぎ』（あまんきみこ・作　福音館書店　1989年）[24]
- 『たつくんとかめ』（松野正子・作　福音館書店 1989年）[24]
- 『おとうふさんとこんにゃくさん』（松谷みよ子・文　童心社　1991年）[24]
- 『ペンギンペペコさんだいかつやく』（西内ミナミ・文　童心社　1991年）[24]
- 『おめでとうがいっぱい』（神沢利子・詩　のら書店　1991年）[24]
- 『ともちゃんとこぐまちゃんのうんどうかい』（あまんきみこ・作　福音館書店　1992年）[24]
- 『えかきうたのほん』（中村征子、西巻茅子・文　福音館書店　1993年）[24]
- 『くまさんにであった』（森山京・文　偕成社　1994年）[24]
- 『にちようびのにわへようこそ』（武鹿悦子・文　小峰書店　1994年）[24]
- 『かさ さしてあげるね』（はせがわせつこ・文　こどものとも０・１・２4号　福音館書店　1995年）[24]
- 『あのいろこのいろなにかこう』（森山京・作　アリス館　1995年）[24]
- 『かなえちゃんへ：おとうさんからのてがみ』（原田宗典・文　福音館書店　1996年）[24][2]
- 『ケンカオニ』（富安陽子・文　こどものとも481号　福音館書店　1996年）[24]
- 『ちよのさんの森のさんぽ』（久米直子・作　理論社　1997年）[24]
- 『グーズベリーさんのみどりのにわで』（ロイス・レンスキー・原作　こぐま社　1997年）[24]
- 『もうふくん』（山脇恭・作　チャイルドブックアップル第210号　チャイルド本社　1998年）[24]
- 『大きなかぶ』（三木卓・文　講談社　1999年）[24]
- 『かいじゅうトゲトゲ』（かどのえいこ・作　ポプラ社　1999年）[24]
- 『まりこちゃんのぼうし』（市川宣子・作　こどものとも年中向き169号　福音館書店　2000年）[24]
- 『かいじゅうのトゲトゲとミルクちゃん』（かどのえいこ・作　ポプラ社　2001年）[24]
- 『ちいさな おひめさま』（かどのえいこ・作　ポプラ社　2001年）[24]
- 『おやゆびひめ』（ハンス・クリスチャン・アンデルセン・作　斉藤洋・文　岩崎書店　2002年）[24][2]
- 『くまさんのいす』（森山京・文　講談社　2002年）[24]
- 『すずのへいたい』（ハンス・クリスチャン・アンデルセン・作　竹下文子・文　岩崎書店　2003年）[24][2]
- 『ぼくのしろくま』（さえぐさひろこ・文　アリス館　2004年）[24]
- 『かいじゅうになりたいミルクちゃん』（かどのえいこ・作　ポプラ社　2004年）[24]
- 『えんどうまめの上のおひめさま』（ハンス・クリスチャン・アンデルセン・原作　角野栄子・文　岩崎書店　2003年）[24][2]
- 『はだかのおうさま』（ハンス・クリスチャン・アンデルセン・原作　竹下文子・文　岩崎書店　2004年）[24][2]
- 『もみのき』（ハンス・クリスチャン・アンデルセン・原作　竹下文子・文　岩崎書店　2005年）[24][2]
- 『みみずのたいそう』（詩集）（市河紀子・編　のら書店　2006年）[25]
- 『ぱぴぷぺぽっつん』（市河紀子・編　のら書店　2007年）[25][2]
- 改訂新版『ちょうちょう ひらひら』（まど・みちお・文　こぐま社　2008年）[25]
- 『みてよピカピカランドセル』（あまんきみこ・文　福音館書店　2011年）[25]
- 『北風ふいてもさむくない』（あまんきみこ・文　福音館書店　2011年）[25]
- 『ぞうさん』（まど・みちお・詩　こぐま社　2016年）[25]

#### 童話
- 『おひさまどうしたの』（松谷みよ子・作　あかね書房 1969年）[23]
- 『まこちゃんしってるよ』（松谷みよ子・作　講談社 1971年）[23]
- 『まほうつかいのくしゃんねこ』（吉行理恵・作　講談社　1971年）[23]
- 『ちいさいモモちゃん』（松谷みよ子・作　講談社　1971年）[23]
- 『すぷーんちゃん』（神沢利子・文　主婦と生活社　1972年）[23]
- 『モモちゃんとプー』（松谷みよ子・作　講談社　1972年）[23]
- 『きがえ』（神沢利子・文　世界文化社　1972年）[23]
- 『えっちゃんの森』（あまんきみこ・作　フレーベル館　1977年）[23]
- 『みんなおいでよ』（あまんきみこ・作　小学館　1978年）[23]
- 『名まえをみてちょうだい』（武鹿悦子・文　小峰書店　1980年）[23]
- 『ハーヨとおじいさん』（与田準一・作　童心社　1981年）[23]
- 『えっちゃんとふうせんばたけ』（あまんきみこ　フレーベル館　1982年）[23]
- 『イルカにのったハーヨ』（与田準一・作　童心社　1983年）[23]
- 『ぼくのだいじなももたろう』（東君平・作　あかね書房　1983年）[23]
- 『長崎源之助全集（きよちゃんはやぎがかり）17』（長崎源之助・文　偕成社　1987年）[24]
- 『おはなしバスケット』（神沢利子・著　田畑誠一、西巻茅子・絵　あかね書房　1994年）[24]
- 『トコおばさんそれからどうした』（寺村輝夫・作　講談社　1994年）[24][2]
- 『いたずらっこうみにでる』（今村葦子・作　学習研究社　1995年）[24]

## 展覧会
- 2008年3月31日～4月13日　教文館ナルニア国　「西巻茅子絵本原画展」[26]
- 2014年7月12日～9月21日　鎌倉文学館　「西巻茅子の世界」[27][28]
- 2014年7月4日～9月4日　ギャラリーエークワッド　「絵本づくりのマイスター３人展」[29]
- 2017年　教文館　「西巻茅子絵本デビュー50周年記念展」[25]
- 2019年7月20日～9月23日　県立神奈川近代文学館　「『わたしのワンピース」50周年展西巻茅子展―子どものように、子どもとともに」[30]